# Faro de la Punta del Hidalgo
El faro de Punta del Hidalgo es un faro situado en San Cristóbal de La Laguna, en el borde de la Punta del Hidalgo, en la isla de Tenerife, en el archipiélago de las Islas Canarias, España. Se trata de uno de los siete faros que iluminan el litoral de Tenerife, situándose entre dos faros modernos, el faro del Puerto de la Cruz al suroeste y el faro de Anaga al este. Está gestionado por la autoridad portuaria de la provincia de Santa Cruz de Tenerife.
El faro fue diseñado por el ingeniero de caminos, canales y puertos Ramiro Rodríguez-Borlado, con una geometría que evoca las formas de la roca volcánica.
Su linterna contiene una óptica giratoria accionada con dos motores eléctricos, con un cambiador automático para 3 grupos de 4 lámparas de haz sellado, teniendo una altura focal de 52 metros y un alcance de 16 millas náuticas.

## Historia
Su construcción finalizó en 1992, entrando en servicio en noviembre de 1994.
El 6 de septiembre de 2007, y junto a otros cinco faros españoles, fue representado en un sello de Correos.